# جيمس مور (مغني)
جيمس مور (بالإنجليزية: James Moore)‏ هو مغني أمريكي، ولد في 1 فبراير 1956، وتوفي في 7 يونيو 2000 بسبب السكري.

## وصلات خارجية
- جيمس مور على موقع ميوزك برينز (الإنجليزية)
- جيمس مور على موقع أول ميوزيك (الإنجليزية)
- جيمس مور على موقع ديسكوغز (الإنجليزية)